# Stanisław Sobek
Stanisław Sobek z Sułowa herbu Brochwicz (zm. 5 listopada 1569) – starosta małogoski,  starosta warszawski, kasztelan biecki, kasztelan sądecki, podskarbi wielki koronny, starosta tyszowiecki, kasztelan sandomierski, działacz kalwiński.

## Rodzina
Pochodził z rodziny Sobków z Sułowa Wielkiego. Rodzina ta wywodziła się z prastarego śląskiego rodu Jeleni. Ród ten zamieszkiwał pogranicze Śląska i Wielkopolski. Wzmiankowany był już w bulli wrocławskiej z roku 1155. Wielu przedstawicieli rodu poległo w bitwie pod Legnicą w roku 1241). 
Potomkowie Sobków od XVI wieku pisali się z Sulejowa, który był błędnie utożsamiany z  miejscowościami o podobnej nazwie w powiecie kościańskim. 
Dziadek po mieczu Stanisława Sobka, Wojciech Sobek z Sułowa był dworzaninem króla Zygmunta Jagiellończyka, a następnie starostą głogowskim i opawskim. Najstarszy jego syn Baltazar był ojcem Stanisława Sobka. 
Stanisław był najmłodszym synem Baltazara, starosty soleckiego i Maryny, córki Abrahama Ezofowicza, podskarbiego ziemskiego litewskiego herbu Leliwa.

### Wywód genealogiczny

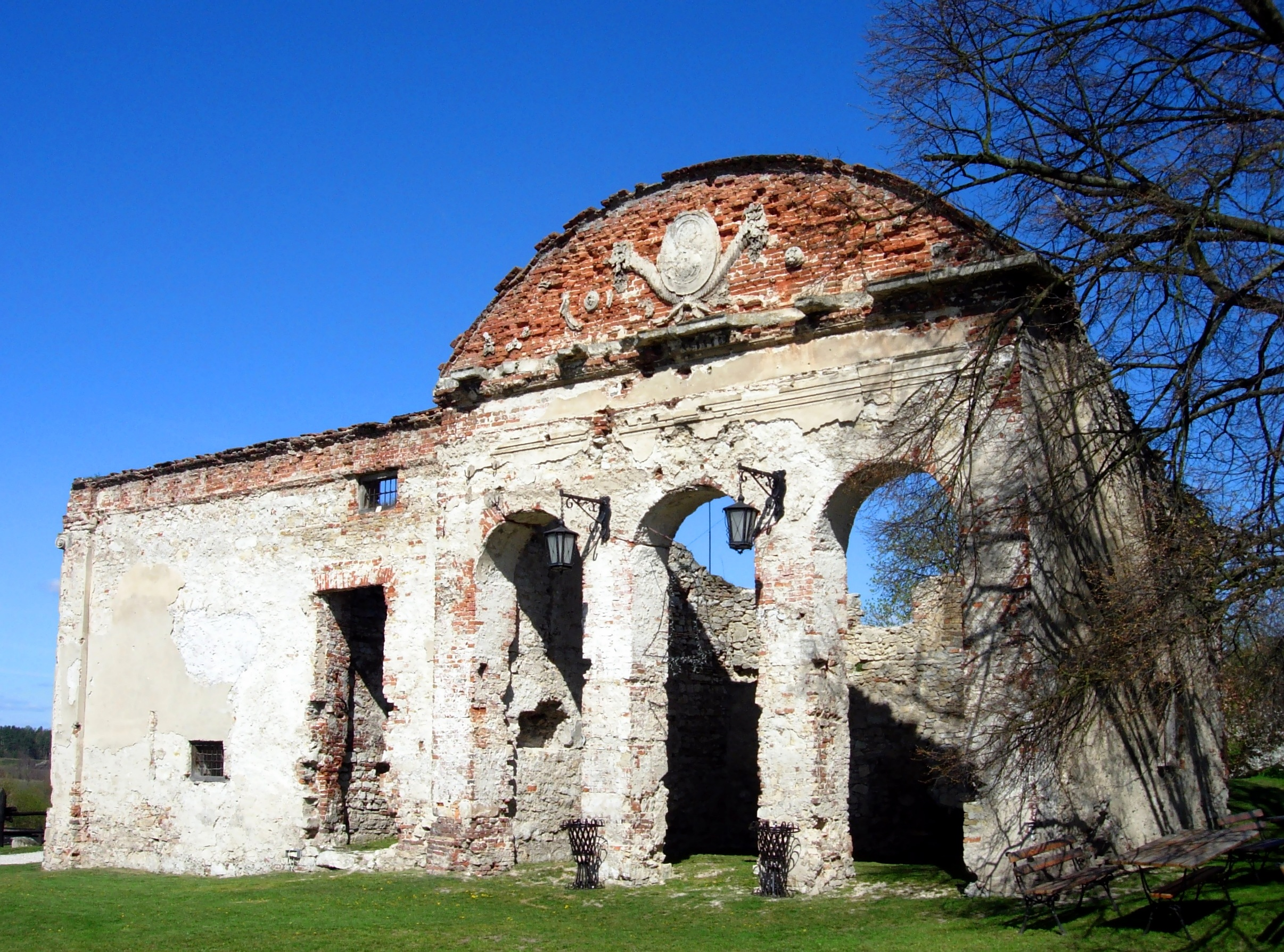
Ruiny pałacu w fortalicji Sobkowskich w Sobkowie

| 4. Wojciech Sobek        |  |                         |  |  |                    |
|                          |  | 2. Baltazar Sobek       |  |  |                    |
| 5. Anna z Szydłowieckich |  |                         |  |  |                    |
|                          |  |                         |  |  | 1. Stanisław Sobek |
| 6. Abraham Ezofowicz     |  |                         |  |  |                    |
|                          |  | 3. Maryna Ezofowiczówna |  |  |                    |
| 7. Hanna Wasilewna       |  |                         |  |  |                    |
|                          |  |                         |  |  |                    |

## Kariera
- wcześnie zostaje osierocony przez rodziców, opiekę nad nim i jego braćmi sprawowali stryjowie Melchior i Zygmunt a także magnaci Piotr i Marcin Zborowscy,
- 1542 wraz z braćmi zapisał się na Akademię Krakowską nie przebywał zbyt długo, gdyż już w semestrze zimowym 1542/1543 był na Uniwersytecie Wiedeńskim,
- 1545–1546 uczył się w  Albertynie w Królewcu, nawiązał znajomość z księciem pruskim Albrechtem Hohenzollernem,
- 1547 w interesach księcia pruskiego odbył podróż do Czech i na Litwę,
- 1548 pokwitował Piotra Zborowskiego ze sprawowanej opieki i przeprowadził dział dóbr rodzinnych, został dzierżawcą będzińskim,
- 1549 rozpoczął starania o wykupienie tenuty małogoskiej (użytkowanie tych dóbr król Zygmunt I aktem  30 stycznia 1537 roku zapewnił wszystkim spadkobiercom Baltazara Sobki),
- 28 marca 1551 król zezwolił Stanisławowi Sobkowi z Sułowa Wielkiego h. Brochwicz na wykupienie od Piotra Zborowskiego tenuty małogoskiej obejmującej miasto Małogoszcz (bez części miasta zwanej Podkościelne i wójtostwa) oraz wsie Cieśle, Leśnica (bez sołectwa) i Skorków. Stanisław Sobek był kalwinem i po objęciu starostwa zawiesił działalność istniejącej od 1535 roku mansjonarii przy kościele parafialnym w Małogoszczu. Poza tym doszło do nadużyć z jego strony w stosunku do kmieci z części klasztornej Leśnicy,
- 1551–1569 starosta małogoski,
- 1557 starosta warszawski,
- 1561 aktywny w ruchu reformacyjnym, wziął udział w synodzie generalnym we Włodzisławiu i został wybrany na jego dyrektora, w lokowanym przez siebie Sobkowie ufundował zbór kalwiński,
- 1562 był aktywny na zjeździe szlachty małopolskiej i ruskiej w Nowym Mieście Korczynie, zaangażowanie to zostało docenione przez szlachtę i na sejmiku woj. krakowskiego w Proszowicach został obrany posłem na zwołany przez króla sejm egzekucyjny do Piotrkowa,
- 16 kwietnia 1563 zostaje mianowany przez króla kasztelanem bieckim, rozpoczyna budowę murowanego dworu w Sobkowie, na gruncie należącym do drugiej żony (Anny z Ligęzów h. Półkozic). Budowę dworu dokończył w 1577 r. syn Stanisław, noszący takie samo imię. Po śmierci Stanisława Sobka – syna (zmarł w wieku 30 lat i został pochowany według S. Starowolskiego w kościele w Przemyślu, gdzie żona Zofia wzniosła mu nagrobek) rezydencja w Sobkowie przeszła na prawie 100 lat w ręce rodu Drohojowskich herbu Korczak.
- 23 kwietnia 1563 założone przez niego miasto Sobków otrzymuje od króla Zygmunta II Augusta przywilej lokacyjny na prawie magdeburskim. Przywilej zwalniał miasto od ceł wewnętrznych, ustanawiał targ i dwa jarmarki w roku. Zapewniał także mieszkańcom 15 lat wolnizny,
- 1564–1568 kasztelan sądecki,
- 1564–1569 podskarbi wielki koronny,
- 1565 we dworze w Cieślach otrzymał pozew, w którym Walenty, przełożony klasztoru krzyżanowskiego wzywał go do stawienia się przed sąd z powodu czynienia krzywd poddanym klasztornym (chodziło o wieś Leśnica). Sprawa ta toczyła się jeszcze po śmierci Stanisława Sobka,
- 12 lipca 1566–1569 król nadał mu starostwo tyszowieckie,
- był członkiem komisji do rewizji królewszczyzn na sejmie 1566 roku[1].
- 2 kwietnia 1568 zostaje kasztelanem sandomierskim,
- 1569 bierze udział w Lublinie w rokowaniach z Litwinami dotyczących zasad związku obu państw, opowiadał się za unią z Litwą, popierał inkorporację Wołynia i Podlasia do Korony. Podpisał akt unii z Litwą, dokumenty inkorporacyjne oraz akt powołujący Komisję Morską (działalność Komisji Morskiej ustała wraz ze śmiercią Zygmunta II Augusta),
- zmarł 5 listopada 1569 roku.